# Космічні промені
Космі́чні про́мені — високоенергетичні елементарні частинки або атомні ядра, які прилітають за Землю з космосу зі швидкістю, близькою до швидкості світла. Вони походять від Сонця, вибухів наднових зір, активних ядер галактик та динамічних процесів в міжзоряному газі. Після зіткнення з атмосферою Землі космічні промені утворюють атмосферні зливи, утворені великою кількістю вторинних частинок, деякі з яких досягають поверхні Землі. Однак, основна маса космічних променів відхиляється магнітосферою або геліосферою й не досягає Землі.
Незважаючи на назву «промені», космічні промені є не електромагнітним випромінюванням, а потоком частинок. Ця назва виникла ще в той час, коли природа космічних променів була незрозуміла, аналогічна іншим назвам тієї ж епохи: катодні промені, альфа-промені, бета-промені.
Теоретично, максимальна енергія космічних променів обмежена межею Грейзена–Зацепіна–Кузьміна 5·1019 еВ, хоча спостерігається певна кількість космічних променів надвисоких енергій, які перевищують цю межу. Наприклад, рекордна частинка Oh-My-God мала енергію порядку 3·1020 еВ — в мільйони різів більше енергій в земних прискорювачах частинок і порядку енергії м'яча після удару.
Космічні промені були відкриті Віктором Гессом у 1912 році під час експериментів на повітряній кулі, за що він був нагороджений Нобелівською премією з фізики 1936 року. Зараз вони досліджуються за допомогою різних обсерваторій космічних променів - черенковських телескопів, мереж детекторів для реєстрації вторинних частинок від атмосферних злив, запущених в космос або піднятих на повітряних кулях детекторів частинок.

## Історія

### Відкриття

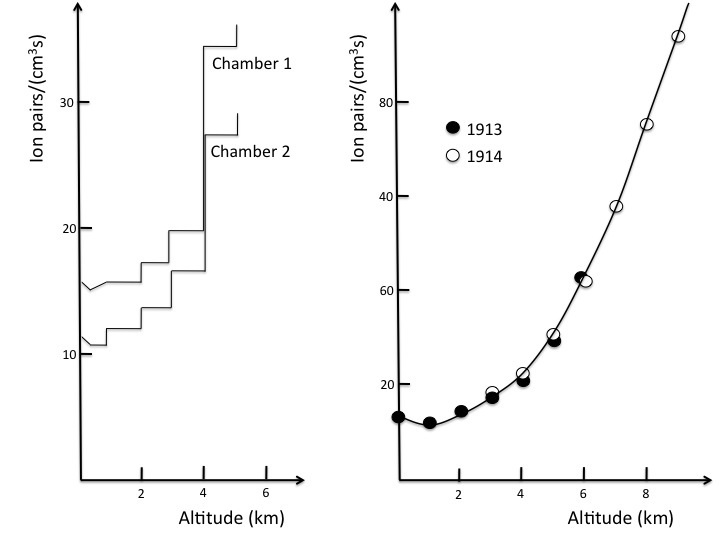
Збільшення іонізації з висотою, виміряне Гессом (ліворуч) і Кольхерстером (праворуч)

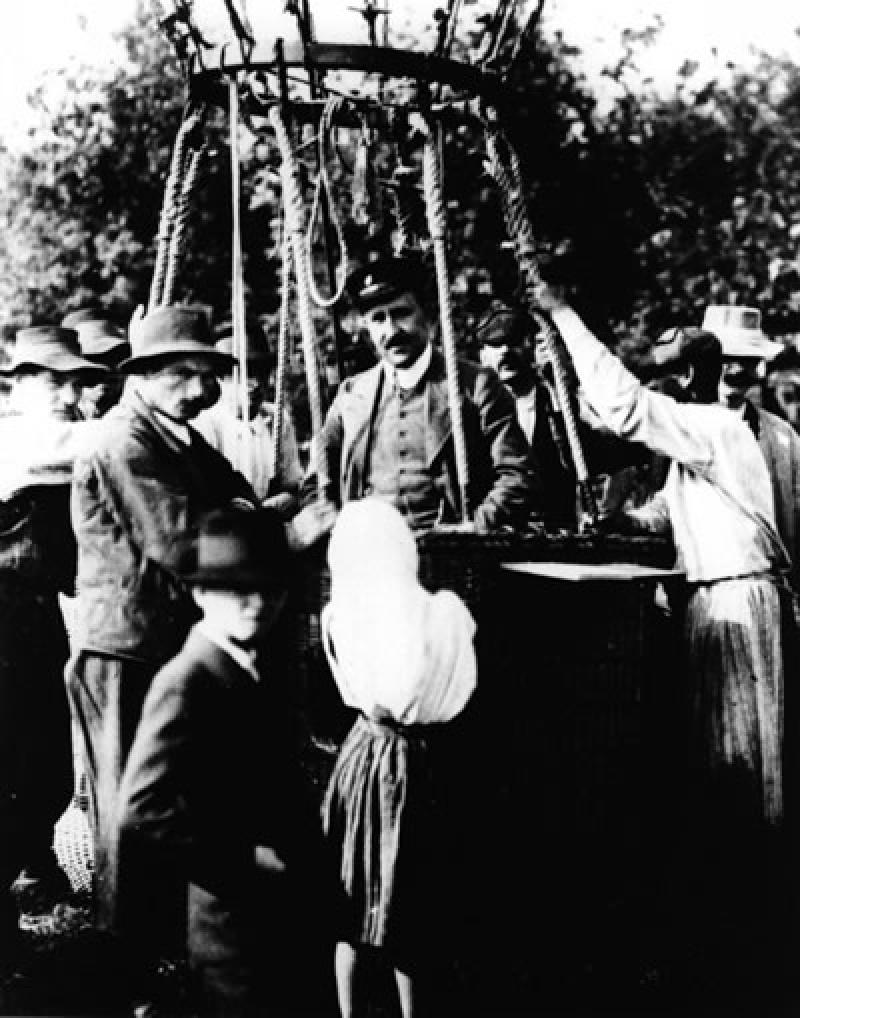
Гесс приземляється після польоту на повітряній кулі в 1912 році.

Після відкриття радіоактивності Анрі Беккерелем у 1896 році вважалося, що спостережувана іонізація повітря спричинена лише випроміненням радіоактивних елементів у Землі та, можливо, радіоактивних газів в атмосфері. Кілька вимірювань залежності йонізації повітря від висоти, виконаних у 1900-1910 роках, вказували на меншу йонізацію на більших висотах, що узгоджувалось з ідеєю про поглинання в атмосфері випущеного Землею йонізуючого випромінювання.
У 1909 році Теодор Вульф розробив електрометр, пристрій для вимірювання швидкості утворення іонів усередині герметично закритого контейнера, і використав його, щоб показати вищі рівні радіації на вершині Ейфелевої вежі, ніж біля її основи. Однак його стаття, опублікована в Physikalische Zeitschrift, не отримала широкого прийняття. У 1911 році Доменіко Пачіні спостерігав одночасні зміни швидкості іонізації над поверхнею озера і на глибині 3 метри під його поверхнею. Під водою радіоактивність була менша, з чого Пачіні зробив висновок, що певна частина іонізації має бути обумовлена не радіоактивністю земних порід, а іншими джерелами.
У 1912 році Віктор Гесс під час польоту на повітряній кулі підняв три високоточні електрометри Вульфа точності на висоту 5300 метрів. Він виявив, що швидкість іонізації збільшилася приблизно вчетверо порівняно з її значенням на поверхні землі. Гесс виключив Сонце як джерело випромінювання, здійснивши підйом повітряної кулі під час майже повного затемнення. Гесс спостерігав зростання радіації з висотою і дійшов висновку, що «результати спостережень найкраще пояснюються припущенням, що випромінювання дуже високої проникаючої здатності потрапляє в атмосферу згори». У 1913–1914 роках Вернер Колгорстер підтвердив попередні результати Віктора Гесса, вимірявши підвищення іонізації на висоті 9 км.
У 1936 році за своє відкриття Гесс отримав Нобелівську премію з фізики.

### Ідентифікація
Бруно Россі написав, що:
В кінці 1920-х - на початку 1930-х років техніка самозапису електроскопів, проведених повітряними кульками у найвищі шари атмосфери або занурених на великі глибини під водою, була доведена до безпрецедентного рівня досконалості німецьким фізиком Еріхом Регенером та його групою. Цим вченим ми зобов’язані деякі найточніші вимірювання, які коли-небудь проводилися іонізацією космічних променів, як функція висоти та глибини. 
У 1931 р. Ернест Резерфорд заявив, що "завдяки точним експериментам професора Мілікана та ще більш далекосяжним експериментам професора Регенера ми вперше отримали криву поглинання цих випромінювань у воді, на яку ми можемо сміливо покладатися".
Термін «космічні промені» запровадив у 1920-х роках Роберт Міллікен, який здійснив вимірювання іонізації від глибин під водою до великих висот, по всьому світі. Міллікен вважав, що первинні космічні промені — це гамма-промені, тобто, енергетичні фотони. Міллікен запропонував теорію, що вони утворюються в міжзоряному просторі як сторонні продукти нуклеосинтезу, а вторинні електрони утворюються в атмосфері шляхом комтонівського розсіювання гамма-променів. Але 1927 року, пропливаючи з Яви до Нідерландів, Джейкоб Клей виявив, що інтенсивність космічних променів зростає від тропіків до середніх широт. Ефект вказував на те, що первинні космічні промені відхиляються геомагнітним полем і тому мають бути зарядженими частинками, а не фотонами. Пізніше це було підтверджено в багатьох експериментах.
У 1930 році Бруно Россі передбачив різницю між інтенсивністю космічних променів, що надходять зі сходу й заходу, яка залежить від заряду первинних частинок — так званий «ефект схід-захід». Три незалежні експерименти виявили, що інтенсивність насправді більша із заходу. Протягом 1930 - 1945 рр. різноманітні дослідження підтвердили, що первинними космічними променями є переважно протони, а вторинне випромінювання, яке утворюється в атмосфері, — це насамперед електрони,   фотони та мюони. У 1948 р. спостереження за ядерними емульсіями, перенесеними повітряними кулями до верхньої частини атмосфери, показали, що приблизно 10% первинних ядер складають ядра гелію (альфа-частинки), а 1% - ядра важчих елементів, таких як вуглець, залізо та свинець.
Під час випробування свого обладнання для вимірювання ефекту схід-захід Россі зауважив, що майже одночасне скидання двох відокремлених лічильників Гейгера трапляється частіше, ніж очікувалося. У своєму звіті про експеримент Россі написав, «... здається, що раз у раз спостережне обладнання потрапляє під великі потоки частинок, що викликає збіги між лічильниками, навіть розміщеними на великих відстанях один від одного».  У 1937 році П’єр Оже, не знаючи попереднього звіту Россі, виявив те саме явище й детально дослідив його. Він зробив висновок, що первинні частинки космічних променів високої енергії взаємодіють із ядрами повітря високо в атмосфері, ініціюють каскад вторинних взаємодій, що в підсумку дає зливу електронів і фотонів, які досягають поверхні Землі.
Радянський фізик Сергій Вєрнов вперше застосував радіосони[прояснити] для реєстрації космічних променів інструментом на повітряній кулі. 1 квітня 1935 р. він здійснив вимірювання на висоті до 13,6 кілометрів, використовуючи пару лічильників Гейгера в ланцюзі проти збігу, щоб уникнути підрахунку вторинних потоків.
Хомі Дж. Бхабха отримав вираз для ймовірності розсіяння позитронів електронами - процес, відомий зараз як розсіювання Бхабхи. Його спільна з Уолтером Хайтлером публікація 1937 року описувала, як первинні космічні промені з космосу взаємодіють із верхньою атмосферою, утворюючи частинки, що спостерігаються на рівні Землі.

### Розподіл енергії
Вимірювання енергетичних напрямків і напрямків надходження первинних космічних променів надвисокої енергії методами відбору проб густини та швидкого хронометражу вперше були проведені в 1954 році членами Космічної промінь групи Россі в Массачусетському технологічному інституті.  В експерименті було використано одинадцять сцинтиляційних детекторів, розташованих у колі діаметром 460 метрів на майданчику станції Агассіс в обсерваторії Гарвардського коледжу. З цієї роботи та багатьох інших експериментів, проведених у всьому світі, зараз відомо, що енергетичний спектр первинних космічних променів виходить за межі 10 20 еВ. Наразі величезний експеримент проводиться на майданчику в пампасах Аргентини міжнародним консорціумом фізиків. Проєкт був першим у чолі з Джеймсом Кронін, переможець 1980 Нобелівської премії з фізики з університету Чикаго, і Алан Уотсон з Університету Лідса, а пізніше іншими вченими міжнародного рівня - П'єром Оже. Їх мета - дослідити властивості та напрямки прибуття первинних космічних променів найвищої енергії.  Очікується, що результати матимуть важливе значення для фізики частинок та космології через теорію Грейзен-Зацепін-Кузьмін, яка обмежує енергію космічних променів на великі відстані (близько 160 мільйонів світлових років), що виникає вище 10 20  еВ через взаємодію із залишковими фотонами. В даний час обсерваторія П'єра Оже проходить модернізацію, щоб підвищити її точність і знайти докази для ще не підтвердженого походження найбільш енергетичних космічних променів.
Високоенергетичні гамма-промені (>50 МеВ) були нарешті виявлені в первинному космічному випромінюванні експериментом MIT, проведеним на супутнику ОСО 3 в 1967 р.  Компоненти як галактичного, так і позагалактичного походження були окремо визначені за інтенсивністю значно менше 1% первинно заряджених частинок. З того часу численні супутникові обсерваторії гамма-променів склали карту неба гамма-променів. Найновішою є обсерваторія Фермі, яка створила карту, що показує вузьку смугу інтенсивності гамма-променів, що виробляється в дискретних та дифузних джерелах нашої галактики, та численні точкоподібні позагалактичні джерела, розподілені по небесній сфері.

## Склад

Енергетичний спектр космічних променів.

Можна виділити дві великі категорії космічних променів: первинні та вторинні. Космічні промені від позасонячних астрофізичних джерел є первинними космічними променями; вони можуть взаємодіяти з матерією міжзоряного середовища і утворювати вторинні космічні промені. Сонце також продукує космічні промені невисоких енергій переважно під час сонячних спалахів. Точний склад первинних космічних променів, поза атмосферою Землі, залежить від діапазону спостережуваного енергетичного спектру. Загалом, майже 90 % всіх космічних променів, що надходять складають протони, близько 9 % ядра гелію (альфа-частинки) та майже 1 % — електрони. Залишок складають інші важчі ядра, які є продуктами зоряних реакцій ядерного синтезу. Вторинні космічні промені складаються з легких ядер, які не є продуктами життєдіяльності зір, але є результатом Великого Вибуху, це переважно літій, берилій та бор. Цих легких ядер значно більший вміст в космічних променях (співвідношення приблизно 1:100 частинок), а ніж в сонячній атмосфері, де їхній вміст становить близько 10−7 вмісту ядер гелію.
Ці відмінності у вмісті є наслідком процесів формування вторинних космічних променів. При взаємодії важких ядер первинних космічних променів, наприклад, ядер карбону та оксигену, з матерією міжзоряного середовища, вони розпадаються на легші ядра (в так званому процесі розпаду космічних променів), літій, берилій та бор. Спостереження вказують на те, що енергетичні спектри літію, берилію та бору спадають дещо крутіше, а ніж спектри карбону та кисню, що вказує на те, що розпад ядер з більшою енергією трапляється рідше, імовірно внаслідок їхнього виходу з-під дії галактичного магнітного поля. Розпад впливає також і на вміст Sc, Ti, V та Mn в космічних променях, які продукуються зіткненнями ядер феруму та нікелю з матерією міжзоряного середовища.
В минулому, вважалось, що космічні промені зберігають свій потік сталим. Недавні ж дослідження надали докази 1,5-2 тисячолітніх змін в потоці космічних променів протягом останніх сорока тисяч років.
Якщо мати на увазі весь енергетичний діапазон, в якому спостерігаються космічні промені, то безумовно, слід визнати, що завершена теорія цього питання відсутня. Навіть в відношенні походження Галактичних Космічних Променів навряд чи в наш час можна претендувати на більше, ніж створення розумних моделей які б пояснювали найбільш суттєві факти. До таких слід віднести в першу чергу, величину густини енергії космічних променів ~10-12 ерг/см3, а також степеневу форму енергетичного спектру, яка не зазнає яких-небудь різких змін аж до енергії ~3·1015 еВ, де показник диференціального енергетичного спектру всіх частинок міняється з -2.7 на -3.1. Вимоги до енергетичної потужності джерел, генеруючих космічні промені, досить високі, так що звичайні зорі Галактики не можуть їм задовольняти. Однак така потужність може бути отримана внаслідок вибуху наднової. Якщо під час вибуху виділяється енергія ~1051 ерг, а вибухи відбуваються з частотою 1 раз в 30-100 років, то потужність, яка генерується при вибухах наднових, складає ~1042 ерг/см3 і для забезпечення необхідної потужності космічних променів достатньо лиш декількох процентів енергії спалаху. Питання про формування спостережного енергетичного спектра космічних променів далеко не тривіальний. Необхідно передати макроскопічну енергію намагніченої плазми (оболонки наднової яка розширяється) індивідуальним зарядженим частинкам, забезпечуючи при цьому такий розподіл енергії, який суттєвим образом відрізняється від теплового. Найбільш вірогідним механізмом прискорення космічних променів до енергії ~1015 еВ, а, можливо і вище, представляється наступник. Рух скинутої при вибусі оболонки породжує в оточуючому міжзоряному середовищі ударну хвилю. Диффузійний розподіл заряджений частинок, захоплених в процес прискорення, дозволяє їм багатократно перетинати фронт ударної хвилі. Кожна пара послідовних перетинів збільшує енергію частинки пропорційно вже досягнутій енергії (механізм, запропонований Фермі), що і призводить до пришвидшення космічних променів. По мірі збільшення числа перетинів фронту ударної хвилі росте і імовірність покинути область прискорення, так що кількість частинок падає по мірі росту енергії приблизно степеневим чином. Прискорення виявляється досить ефективним, а спектр пришвидшених частинок жорстким ~Е−2 аж до ~Еmax — максимально допустимій енергії пришвидшених частинок.
Ранні припущення про походження космічних променів датуються 1934 роком, коли Фріц Цвіккі та Вальтер Бааде запропонували ідею виникнення космічних променів, як результат процесів у наднових. А у 1948 році, Хорес Бебкок припустив, що змінні магнітні зорі теж можуть бути джерелом космічних променів. Згодом, Й. Секідо та ін., ідентифікували Крабоподібну туманність як джерело космічних променів. З тих пір, почала з'являтись велика кількість різноманітних потенційних джерел космічних променів, в тому числі наднові, активні ядра галактик, квазари та гамма-спалахи. Наступні експерименти допомогли визначити джерела космічних променів з більшою достовірністю. У 2009 році, у статті представленій вченими з обсерваторії П'єра Оже на Міжнародній Конференції Космічних Променів, було показано, що космічні промені надвисоких енергій зароджуються в області неба, дуже близькій до радіогалактики Кентавр А, хоча автори спеціально зазначили, що для безумовного підтвердження Кентавр А, як джерела космічних променів, необхідні подальші дослідження. Однак не було знайдено ніякої кореляції між частотою гамма-спалахів і космічними променями, в результаті чого, авторам довелося встановити нижню межу енергії космічних променів з гамма-спалахів до 3,4 × 10−6 ерг см−2, на потік від 1 Гев до 1 Тев. У 2009 році наднові, як заявили дослідники, були скуті відкриттям зробленим групою вчених з використанням даних з Дуже Великого Телескопа. Однак, цей аналіз був спростований даними з детектора PAMELA, які продемонстрували що «спектральні форми (ядер водню і гелію) різні, і не можуть достовірно описуватись єдиним законом», що в свою чергу передбачає більш складний процес утворення космічних променів. Проте, у лютому 2013, спостереження нейтрального розпаду піонів на основі аналізу даних з телескопу Fermi, показали що наднові дійсно були джерелом космічних променів, причому кожен вибух продукує приблизно 3 × 1042 — 3 × 1043 Дж космічних променів. Однак наднові не вирішують повністю питання про походження космічних променів, і навіть питання про їхній внесок у загальну кількість космічних променів, не може бути вирішене без подальших досліджень в цьому напрямку.

## Взаємодія космічних променів з земною атмосферою
Властивість атмосфери поглинати космічні промені була виявлена ще в перших експериментах В. Гесса. Попадаючи в атмосферу Землі, космічні промені (в основному протони і ядра більш тяжких елементів ніж водень) відчувають зіткнення з її атомами і молекулами. В результаті відбувається розщеплення ядер і утворення численних вторинних частинок. Середня відстань, яку встигає пройти протон в атмосфері, відповідає приблизно 1/13 частині її товщини. Це означає, що він може неодноразово вступати в процеси взаємодії з ядрами повітря, перш ніж остаточно загинути. Звідси випливає, що на менших висотах поблизу Землі, або інакше кажучи на «великих глибинах» в атмосфері існує лиш вторинна компонента космічних променів. Склад вторинної компоненти обумовлений фізичними процесами взаємодії первинної частинки з ядрами атмосфери. Цей процес називається каскадним. В початковому акті взаємодії основну роль грають елементарні частинки — народжуються піони або π-мезони, серед яких є нейтральні π0 і заряджені π±. Взаємодіючи з ядрами повітря, заряджені π± мезони генерують нові зливи до тих пір, поки їх енергія не знизиться до 109 еВ. В першому акті взаємодії зазвичай народжується більш ніж 50 нових частинок. В результаті розпаду π± мезонів утворюються мюони і нейтрино. В складі вторинного випромінювання присутні нейтрони. Ця частина каскаду має назвунизивається «адронна злива». Нейтральні мезони (π0) — їх приблизно одна третя — розпадаються на гамма-кванти, які в кулонівському полі ядер народжують електрони і позитрони. Тормозне випромінювання електрон-позитронної пари призводить до появи низькоенергетичних гамма-квантів — фотонів. Ця злива називається електромагнітною. Адронна злива сама виробляє нейтральні піони, тим самим забезпечуючи додатковий вклад в електромагнітний каскад. На рівні моря залишається не більш ніж 1 % від їх початкового потоку первинних частинок. Поряд з зарядженими частинками в атмосферу можуть потрапляти космічні гамма-кванти високих енергій. В цьому випадку злива частинок буде чисто електромагнітною. Вторинні заряджені частинки — електрони і позитрони, народженні в каскадному процесі, можуть створювати черенковське і флюоресцентне світіння атмосфери. Процес утворення нових частинок має лавиноподібний характер до тих пір, поки конкурентні потоки енергії не стануть домінувати. На деякій висоті над Землею формується максимум числа частинок зливи. Число частинок в зливі величезне: в максимумі воно пропорційне енергії первинної частинки і може досягати ~109 частинок.
Потік галактичних космічних променів, які бомбардують Землю, приблизно ізотропний і постійний в часі, складає ~1 частинка/см2с (до входження в земну атмосферу). Густина енергії галактичних космічних променів ~1 еВ/см3, що порівняно з сумарною енергією електромагнітного випромінювання зірок, теплового руху міжзоряного газу і галактичного магнітного поля. Таким чином, галактичні промені — важливий компонент Галактики.
В результаті взаємодії з ядрами атмосфери, первинні космічні промені (в основному протони) створюють велику кількість вторинних частинок — піонів, протонів, нейтронів, мюонів, електронів, позитронів і фотонів. Таким чином, замість однієї первинної частинки виникає велика кількість вторинних частинок, які діляться на адронну, мюонну і електронно-фотонну компоненти. Такий каскад покриває велику територію і називається широкою атмосферною зливою. В одному акті взаємодії, протон зазвичай втрачає ~50 % своєї енергії, а в результаті взаємодії виникають в основному піони. Кожна наступна взаємодія первинної частинки додає в каскад нові адрони, які летять переважно в напрямку первинної частинки, утворюючи адронний кор зливи. Утворенні піони можуть взаємодіяти з ядрами атмосфери, а можуть розпадатись, формуючи мюонну і електронно-фотонну компоненту зливи. Адронна компонента до поверхні Землі практично не доходить, перетворюючись в мюони, нейтрино і гамма-кванти в результаті розпадів.
```
π
0
 → 2γ ,
π
+
(або K
+
) → μ
+
 + ʊ
μ
,
π
-
(або K
-
) → μ
-
 + ʊ̃
μ
,
K
+,–,0
 → 2π,
μ
+
 → e
+
 + ʊ
e
 + ʊ̃
μ
,
μ
–
 → e
–
 + ʊ̃
e
 + ʊ
μ
.
```

Утворені при розпаді нейтральних піонів гамма-кванти породжують електрон-позитронні пари і гамма-кванти наступних поколінь. Заряджені лептони втрачають енергію на іонізацію і радіаційне тормозіння. Поверхні Землі в основному досягають релятивістські мюони. Електронно-фотонна компонента поглинається сильніше. Один протон з енергією > 1014 еВ може створити 106 — 109 вторинних частинок. На поверхні Землі адронні зливи концентруються в області порядку декількох метрів, електрон-фотонна компонента — в області ~100 м, мюонна — декількох сотень метрів. Потік космічних променів на рівні моря приблизно в 100 раз менший потоку первинних космічних променів.

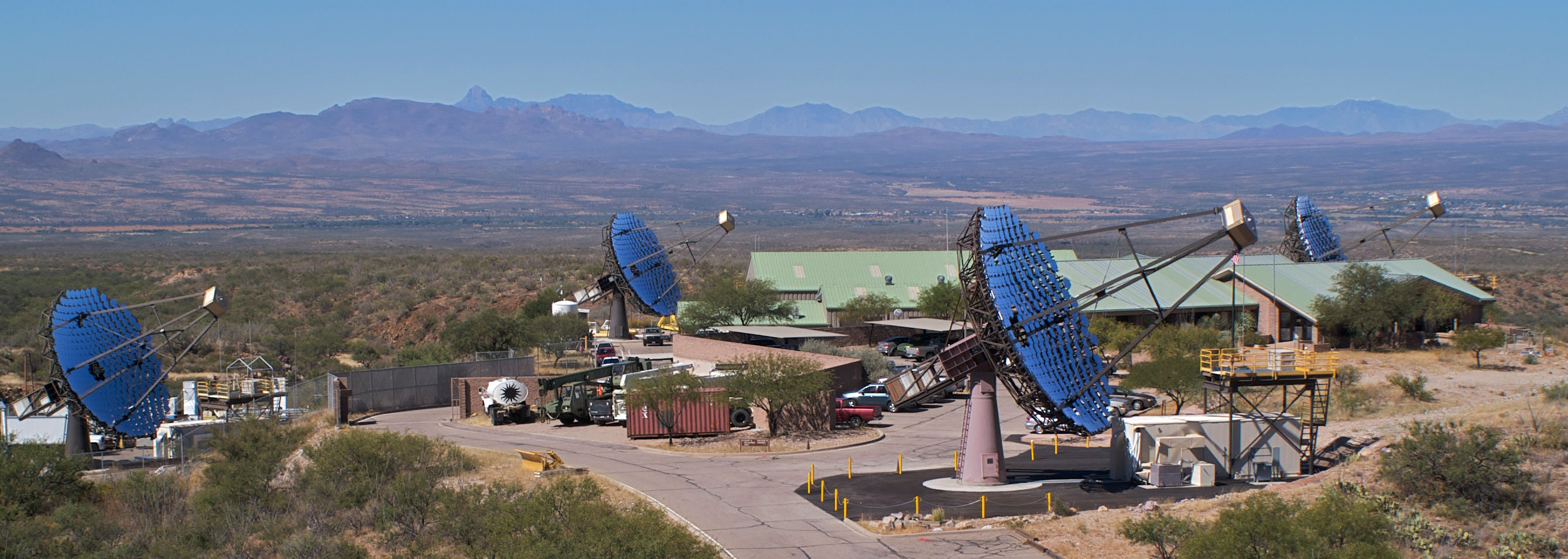
Масив ВЕРІТАС повітряного Черенковского телескопа.

## Космічні промені на земній поверхні
Космічні промені відхиляються в магнітному полі Землі. Їхня інтенсивність залежить від широти. Особливо цей ефект проявляється в екваторіальних областях, де магнітне поле перешкоджає проникненню космічних променів набагато більше, ніж біля полюсів. Крім того, позитивно заряджені частинки відхиляються на схід, а негативно заряджені частинки відхиляються на захід.
Інтенсивність космічних променів зростає із збільшенням висоти, досягаючи максимуму приблизно на висоті 20-25 км. За межами земної атмосфери існують області із підвищеною інтенсивністю космічних променів, що називаються радіаційними поясами Ван Аллена.

## Поширення космічних променів у Галактиці
Космічні промені не поширюються по прямій, а дифундують в магнітних полях Галактики. Експериментально спостережене відношення потоків легких і середніх ядер складає (для ядер з енергією більше 2.5 ГеВ/нуклон) NL/NM=0.3±0.05, тоді як відповідна величина для зір складає 10−6. Отже, космічні промені екстремально збагачені легкими ядрами, і раз цих ядер практично немає в джерелах, вони з'являються в результаті взаємодії більш важких ядер. Для того, що б це відбувалось, потрібно, як показують оцінки, пройти в міжзоряному середовищі кількість речовини рівну xg=5~10 г/см2. Цю величину слід співставити з кількістю речовини Галактики, яке проходить по прямій xog=ρ·RG≈0.01 г/см2. Відношення xg до xog ≈ 103, що і означає необхідність дифузії. При енергії в декілька ГеВ на нуклон, час життя космічних променів складає ≈ 3.107 років і потім спадає. Крім того, оскільки Сонячна система знаходиться на периферії Галактики, то при відсутності дифузії (або слабкій дифузії), потік з центру Галактики міг би помітно перевищувати потік з протилежного напрямку. Але дані по анізотропії потоку з протилежного напрямку свідчать про те, що величина анізотропії аж до енергій 1014 еВ залишається малою (<10−3), що дає ще один аргумент в користь наявності дифузії. Дифузія в магнітному полі має не скалярний, а тензорний характер.

## Класифікація

Первинна космічна частинка стикається з ядром в земній атмосфері, утворюючи атмосферну зливу.

### Проєкти з дослідження космічних променів

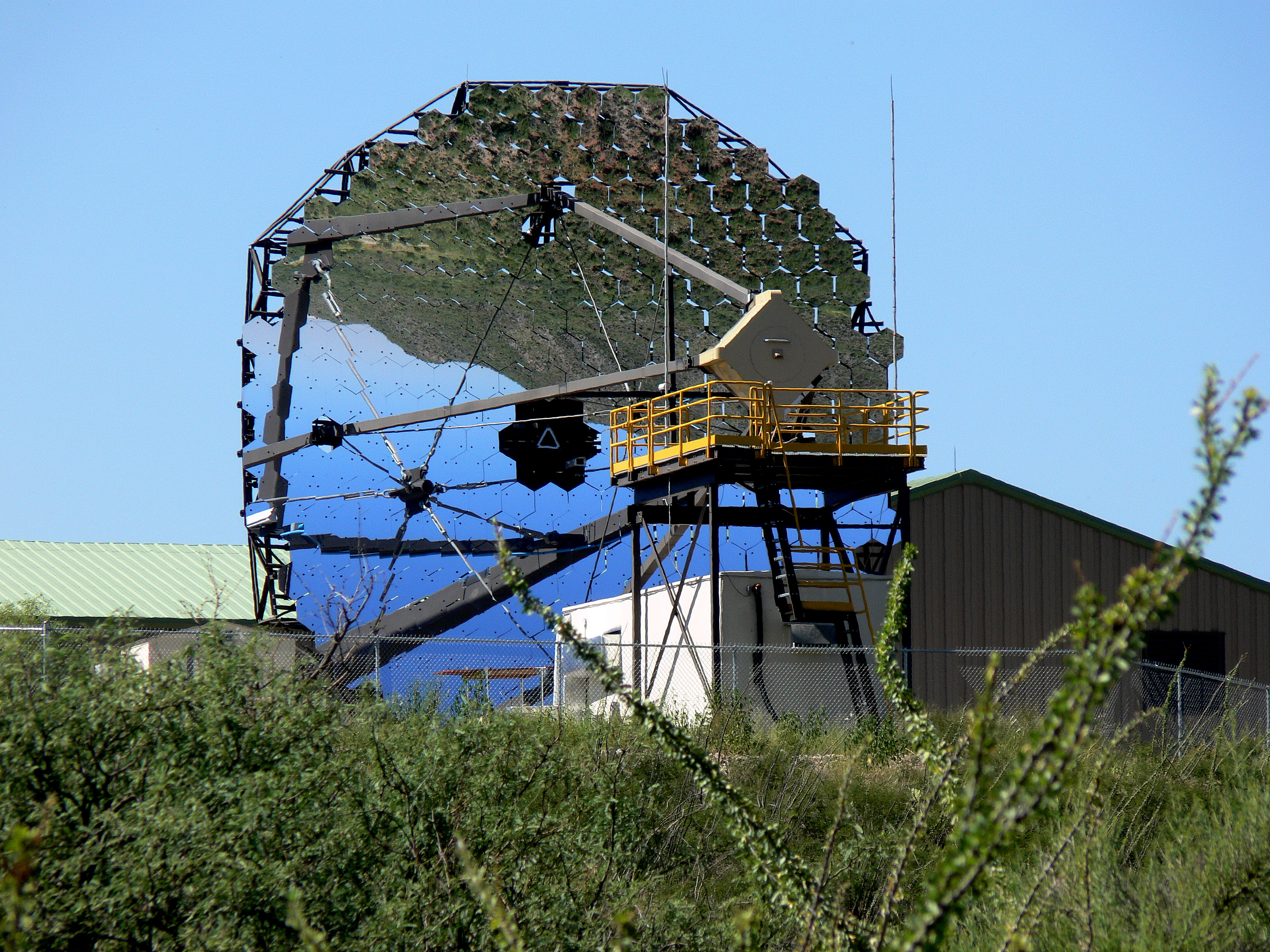
Дзеркало одного з детекторів VERITAS

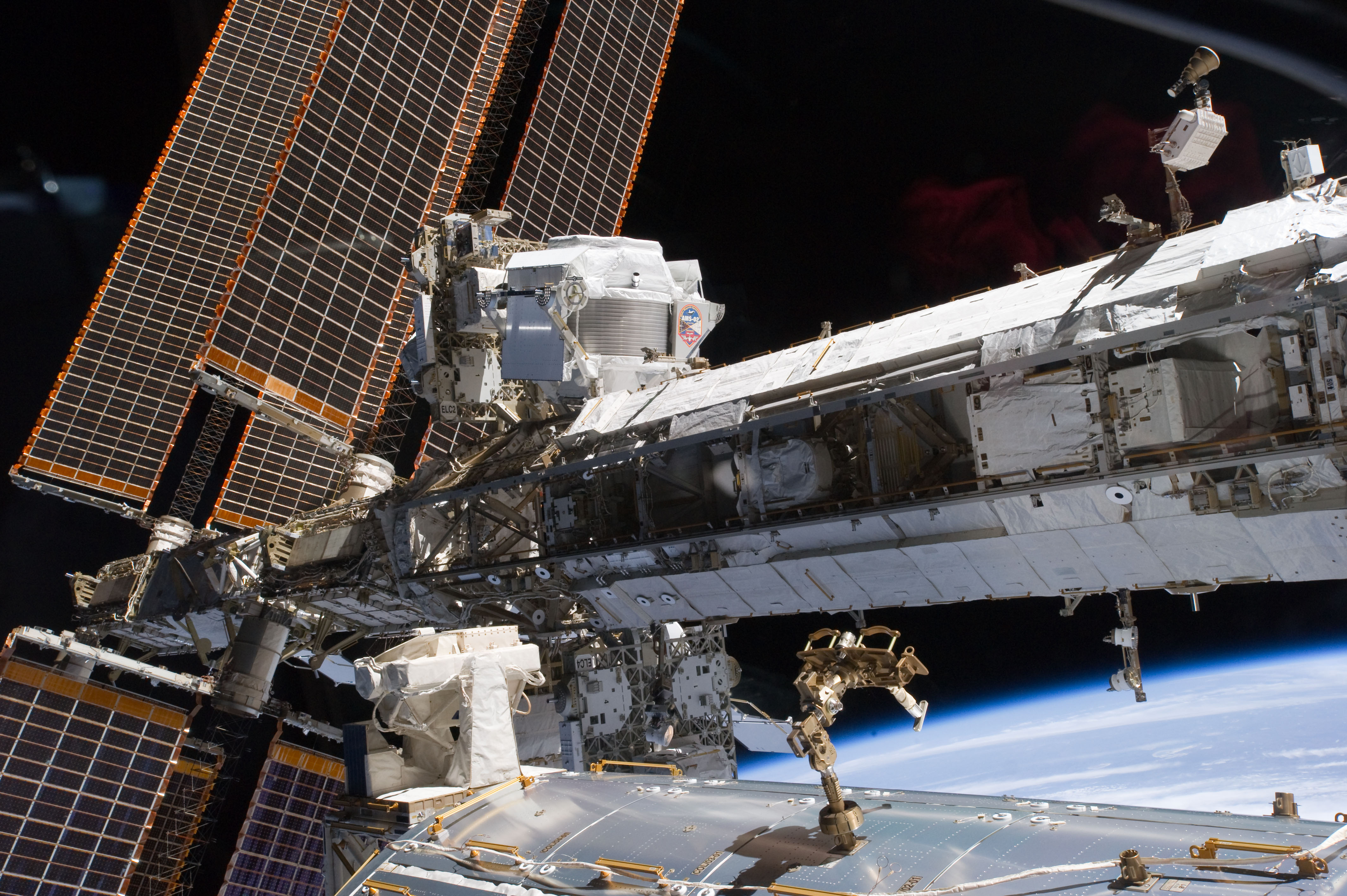
Магнітний альфа-спектрометр, встановлений на МКС